# Teo Cardalda
José Teodomiro Cardalda Gestoso (Vigo, 7 de octubre de 1962) es un músico español conocido por su pertenencia a los grupos musicales Golpes Bajos y Cómplices.

## Primeros años
Cardalda nació en el barrio de Bouzas en Vigo. Su padre provenía de Villajuán en Villagarcía de Arosa. Cardalda estudio en el Colegio Labor y más tarde en el colegio Nebrija.

## Golpes Bajos
Cardalda comenzó en la música precisamente con el grupo Golpes Bajos, junto a Germán Coppini (que ponía la voz), en 1982. La relación entre ambos partía de la época en la que estudiaban en el Colegio Nebrija de Vigo. Inicialmente componían un dúo, al que luego se incorporaron Pablo Novoa y Luis García. Su canción más recordada de esta época es "Malos tiempos para la lírica".

## Cómplices
Cómplices sería su siguiente aventura musical, esta vez en compañía de su pareja sentimental, la también viguesa María Monsonís. Aunque al comienzo (en 1987) el grupo estaba formado por cuatro miembros (Tino Di Geraldo y Billy Villegas completaban la banda), no tardó mucho en convertirse en un dúo. Es Por Ti, Los Tejados o Cuando Duermes son algunas de las canciones más conocidas de la pareja. También interpretaron la banda sonora de la serie Nada es para siempre, rodada en Galicia a comienzos de la década del 2000.
En 1997 Teo probó suerte en solitario sin mucha fortuna. Más tarde retomaría Cómplices, pero seguiría en solitario publicando A veces en 2001, cuando María decide abandonar el grupo. 
En el año 2003 sacaron un disco con sus grandes éxitos en directo, en un concierto en el que interpretaron sus grandes temas acompañados por amigos como Presuntos Implicados, Antonio Vega o Álvaro Urquijo.
En 2006, tras un tiempo sin publicar nuevos trabajos, sacan a la venta como dúo el álbum Hello mundo cruel.
En 2009 Teo Cardalda compone la primera pieza musical compuesta en España inspirada en la patología de trastorno bipolar y titulada "Calor en Invierno."
En 2010 edita un recopilatorio con colaboraciones tales como Rosana, David DeMaría, Sole Jiménez, etc, producido por Teo Cardalda y Salva López

## Trabajos en solitario, colaboraciones
- 1983 - Colabora con Ketama en su primer disco.
- 1984 - Se encarga del teclado en la grabación del mini LP de Nacha Pop Una décima de segundo.[6]
- 1986 - Junto con el Zurdo (ex Kaka de Luxe) resucita el grupo Pop Decó[7] con el que intervienen en el disco La exposición internacional de los 80  junto con Greta y los Garbo.
- 1986 - Participa en la grabación de "Estoy mala" de Martirio (arreglos, bajo, guitarra eléctrica y teclados).
- 1991 - Participa en la grabación de "Quien no corre, vuela" de Ray Heredia.
- 1994 - Colabora en el concierto La noche de Presuntos Implicados, en Valencia, en el tema del mismo nombre.
- 1994 - Colabora en el Álbum de Lanzamiento De Ely Guerra teniendo participación en el tema Atada a tu piel,de Autoría Cardalda/Guerra, aportando arreglos y producción de dicha placa de Lanzamiento para BMG.
- 1995 - Colabora en el disco Deseo de Greta y los Garbo, así como en el especial que se hizo para televisión sobre dicho disco.
- 1995 - Compone la banda sonora de la película El seductor de José Luis García Sánchez .
- 1996 - Produce y colabora en el primer disco de Virjinia Glück Entre ánimas.
- 1996 - Realiza la banda sonora de la película Gran slalom de Jaime Chávarri[8]
- 1997 - Se reúne de nuevo con Germán Coppini para resucitar Golpes Bajos y graban el disco Vivo con nuevas versiones de sus antiguas canciones. Ni el disco ni la gira posterior tuvieron éxito por lo que se separaron de nuevo.
- 1997 - Lanza su primer disco en solitario, llamado Uno, en el que se extrae como primer sencillo para emisoras de radio el tema "Así mueren las Diosas".
- 2011 - Produce y colabora en el primer sencillo del grupo La Banda de Saba con su canción "Yorop!".

## Discografía

### Golpes Bajos
- Golpes Bajos (1983)
- A Santa Compaña (1984)
- Devocionario (1985)
- Vivo (1997)

### Cómplices
- Manzanas (1988)
- Ángeles desangelados (1989)
- La danza de la ciudad (1990)
- Está llorando el sol (1991)
- Preguntas y flores (1993)
- Básico (1994)
- Cousas de meigas (1999)
- Cómplices (2000)
- Complicidad (2000)
- A veces (2002)
- Grandes éxitos en directo (2003)
- Hello mundo cruel (2006)
- Reencarnación (2009)
- Cómplices 20 años (2010)
- Volver a empezar (2015)
- Únicos en concierto (2016)
- Refugiados (2017)

### En solitario
- El viaje que nunca acaba (2022) (Álbum recopilatorio con versiones y canciones nuevas)

## Premios y reconocimientos
- Vigués distinguido en 2010.